# 上田彰
上田 彰（うえだ あきら、1943年 - ）は、日本のフリーアナウンサー、実業家。芸能事務所「オフィスキイワード」の創業者・代表取締役社長。

## 来歴・人物
兵庫県伊丹市出身。関西学院大学卒業。大学卒業後、広告代理店の協同広告に入社し、サラリーマンとして広告やイベントの企画業務に従事する。
1971年に退職し、フリーアナウンサーとしてデビュー。ラジオパーソナリティ、ナレーターなどの放送メディアでの活動のかたわら、イベント司会なども行う。1981年にオフィスキイワードを創業。
作詞家・コピーライター・放送作家・音楽プロデューサーとしても活動する。「キイワードアナウンススクール」の校長として後進の指導も行っている。

## 出演

### テレビ番組
- 復興99（NHK総合テレビ）
- 赤いシュート（関西テレビ） - ナレーター
- 目指せ金メダル！山口香物語（関西テレビ） - ナレーター
- 野球・アメフト・サッカー等各スポーツ中継の実況アナウンス[1]

他

### ラジオ番組
- 歌謡曲ぶっつけ本番（ABCラジオ）
- がむしゃらスタジオ（ABCラジオ）
- キャニオン歌のホットライン（ABCラジオ）
- MBSチャチャヤング（MBSラジオ）
- バンナム 恋の747（MBSラジオ）1973年4月22日 - 1973年6月
- おはよう上田彰です（MBSラジオ）1982年4月5日 - 1983年10月7日
- 日曜思い出リクエスト（KBS京都）
- カップミュージックスポット（FM大阪）
- プロムナード 82.4（FM-HANAKO）[3]
- FM-HANAKO開局20周年特番 HAPPY HANA*SONIC[4]（FM-HANAKO） - イオンモール大日からの公開生放送。

他

### CM
テレビCM
- 徳島製粉
- ハナテン
- 山田木材
- 宝塚ファミリーランド
- 瀬戸大橋京阪フィッシャーマンズ・ワーフ（1988年頃）
- 近畿日本鉄道「夏の伊勢志摩キャンペーン」
- ABCテレビ イベントガイド（1998年頃）
- びわこ竜王スケート

他
ラジオCM
- 自転車マナーCM（FM-HANAKO）
- 守口市世木公園釣り池（FM-HANAKO）

他

### ゲーム
- 高橋尚子のマラソンしようよ!（タイトー、PlayStation 2用ソフト） - アナウンス[1]

### イベント司会
- ディアモール大阪[1]
- 大阪府立体育会館[1]

他

## 作詞
- 大阪学院大学応援歌「翔べフェニックス」[1]
- コーヒーカップが割れるように（歌：タンポポ）

## ディスコグラフィ
- 星空の恋人達（ワーナー L-342W 1980年）[1] - 末広真季子とのユニット「アキとマキ」名義